# Faustorden
Der Faustorden ist ein in Weimar vom Handwerker Carnevalsverein Weimar jährlich verliehener Karnevalsorden.

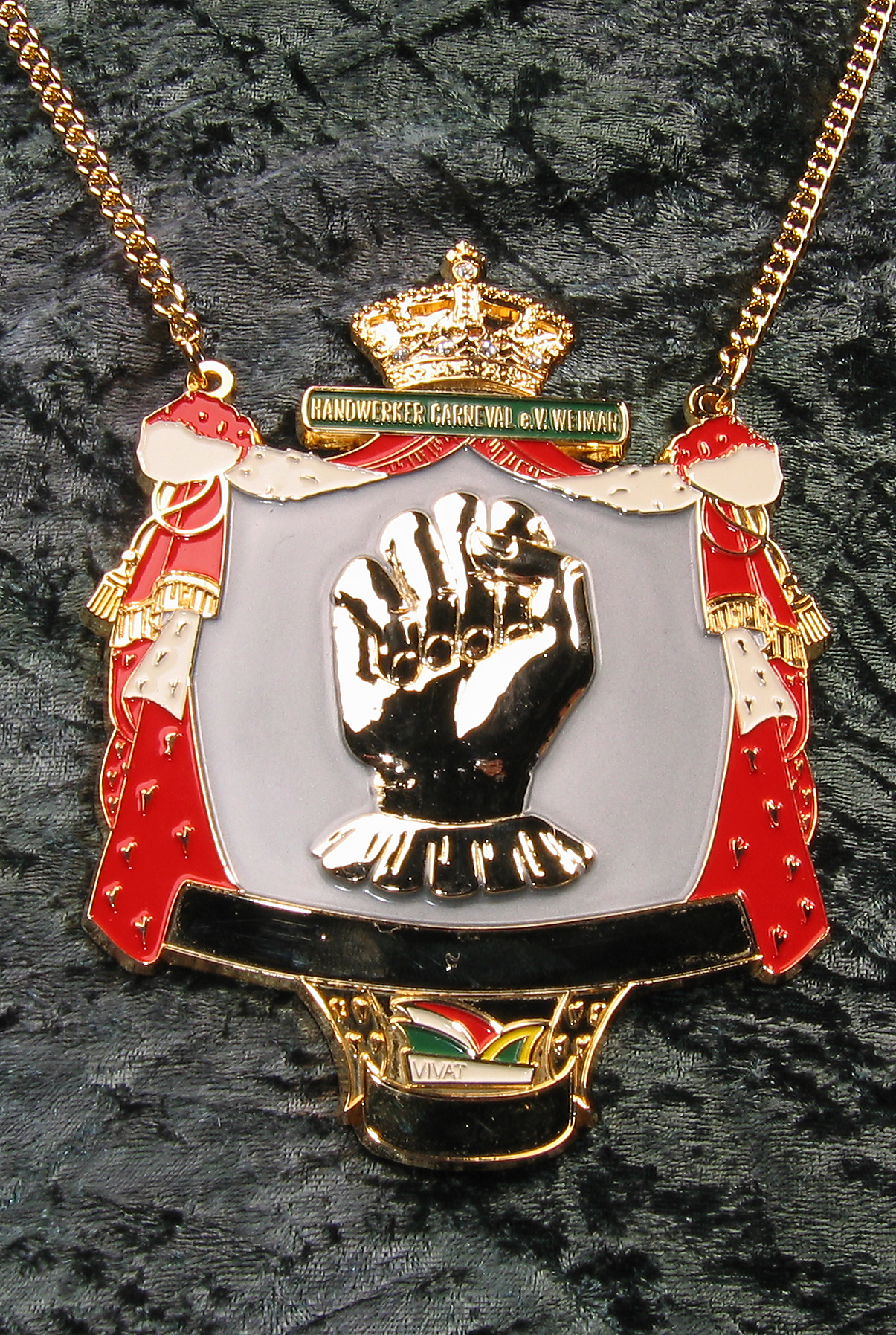
Faustorden

## Bedeutung
Der Name des Ordens soll eine Verbindung zu Johann Wolfgang Goethe darstellen, der das künstlerische Leben in Weimar zur Zeit der Klassik bis in die Gegenwart mit seinen Prosatexten, Dramen, Sprüchen und Sätzen entscheidend prägte.

## Vergabe
Der Handwerker Carnevalsverein Weimar e.V. (HWC) entstand 1966 aus einem Handwerkerchor. Die Gründungsmitglieder Ernst Gotzian und der gebürtigen Rheinländer Josef de Wall hatten die Idee zu einem Chorfasching. 1967 wurde intern erstmals Fasching gefeiert und am 2. März 1968 fand die 1. Prunksitzung des HWC im Weimarer Waldschlößchen statt. Der Orden wird seit 2006 verliehen. Der Elferrat wählt die Ordensanwärter aus den Bereichen Politik, Wirtschaft, Kultur oder Sport. Die Verleihung des Ehrenordens erfolgt während einer Prunksitzung und wird mit einer Laudatio traditionsgemäß eingeleitet.

## Ordensträger
Ordensträger werden bekannte Persönlichkeiten, welche sich in der Öffentlichkeit um den Humor, Menschlichkeit und Individualität verdient gemacht haben und dabei bodenständig geblieben sind.
2006
- Christine Lieberknecht (spätere Ministerpräsidentin Thüringen)
- Hartwig Gauder (Olympiasieger Gehen)
- Andreas Graumnitz, bekannt als Andreas Marius Weitersagen (deutscher Sänger und Westernhagen-Double)

2007
- Helmut Schröer (Oberbürgermeister Trier)
- Peter D. Krause (Kreisvorsitzender CDU Weimar und MdL)
- Thomas Thieme (Schauspieler des Jahres)

2008
- Bernhard „Kani“ Kanhold (Weimarer Rocklegende)

2009
- Peter Sodann (Tatort-Kommissar und Bundespräsidenten-Kandidat)

2010
- Hans-Joachim Wolfram (Moderator der ältesten deutschen Fernsehsendung)
- Ute Freudenberg (Schlagersängerin)
- Wolfgang Lippert (Schauspieler, Sänger, Entertainer)

2011
- De Randfichten (Schlagerband)
- Christian Carius (CDU-Politiker)
- Gregor Gysi (Politiker von „Die Linke“ und Mitglied des Bundestages seit 1990)
- Anne-Kathrin Kosch (Miss Thüringen und Miss Germany 2011, spätere Fernsehmoderatorin)

2012
- Wildecker Herzbuben (Schlagerduo)
- Baumann und Clausen (Radio-Comedy-Show)
- Gunter Grobe (Weimarer Original und Stadtkutscher)

2013
- Sina Peschke (Gewinnerin des Deutschen Radiopreises 2012)
- REST OF best (deutsche Band)
- Frank Schöbel (deutscher Schlagersänger)

2014
- Erol Sander (Schauspieler)
- Gotthilf Fischer (deutscher Chorleiter)
- Sebastian Krumbiegel (Musiker und Sänger, Mitglied der deutschen Erfolgsband Die Prinzen)

Anlässlich des am 15. März 2014 in Weimar stattgefundenen Präsidententreffens wurde er zusätzlich verliehen an
- Fritz Wagner (Sänger des Kloßliedes)

2015
- Uwe Steimle (Schauspieler und Kabarettist)
- Gunther Emmerlich (Opernsänger und Entertainer)
- Linda Hesse (Musikerin)
- Motsi Mabuse (Tänzerin)

2016
- Jens Weißflog (Skiweltmeister und Hotelmanager)
- Maxi Arland (Fernsehmoderator und Musiker)
- Reiner Schöne (deutscher Schauspieler, Synchronsprecher, Sänger, Songwriter und Autor)

2017
- Walter Sittler (deutscher Schauspieler und Filmproduzent)
- Günter von Dreyfuss (eigentlich Günter Scholze, Musiker in Weimar)
- Katrin Weber (deutsche Sängerin, Schauspielerin und Kabarettistin)

2018
- Markus Maria Profitlich (deutscher Komiker, Schauspieler und Synchronsprecher)
- Tom Gerhardt (deutscher Komiker und Schauspieler)
- Wolfgang Bosbach (deutscher Politiker und Rechtsanwalt)

2019
- Thomas Anders (deutscher Pop- und Schlagersänger, Musikproduzent und Songwriter)
- Marcel Reif (Schweizer Sportjournalist und -kommentator)
- Heinz Hoenig (deutscher Schauspieler)

2020
- Silke Kraushaar-Pielach (deutsche Rennrodlerin und Olympiasiegerin)
- Thomas Hermanns (deutscher Fernsehmoderator, Komiker, Drehbuchautor, Regisseur und Gründer des Quatsch Comedy Clubs)
- Hans-Joachim Heist (Deutscher Schauspieler, Komiker und Regisseur, bekannt vor allem in der Rolle des Gernot Hassknecht in der heute-show)

2023
- Torsten Sträter (deutscher Autor und Slam-Poet, Kolumnist, Satiriker, Komiker und Vorleser)
- Marco Rima (Schweizer Schauspieler, Comedian, Kabarettist und Produzent)
- Wolfgang Stumph (deutscher Schauspieler und Kabarettist, bekannt als Beutelgermane in Gunther Emmerlichs Showkolade und Udo Struutz im erfolgreichen Kinofilm Go Trabi Go)

2024
- Uta Bresan (deutsche Sängerin und Moderatorin)
- Olaf Ludwig (deutscher Radrennfahrer und Olympiasieger)

2025
- G.G. Anderson (deutscher Sänger, Komponist und Musikproduzent)
- Simone Solga (deutsche Kabarettistin, Schauspielerin und Sängerin)